# Curcuma cannanorensis
Curcuma cannanorensis là một loài thực vật có hoa trong họ Gừng. Loài này được Raghavan Ansari, Velukutty Jayachandran Nair và Narayana Pillai Chandrasekharan Nair mô tả khoa học đầu tiên năm 1982.
Mẫu định danh loài:
- Nguyên chủng: Ansari 67822, thu thập ngày 23 tháng 6 năm 1980 ở cao độ 175 m tại Karimbam, Cannanore, Kerala, Ấn Độ.
- Thứ lutea: Ansari 64999, thu thập ngày 22 tháng 6 năm 1980 ở cao độ 125 m tại Kalliasseri, Cannanore, Kerala, Ấn Độ.

## Từ nguyên
Tính từ định danh lấy theo Cannanore, tên gọi cũ của quận Kannu, bang Kerala ở tây nam Ấn Độ, nơi thu thập mẫu.

## Phân bố
Loài này có tại bang Kerala, tây nam Ấn Độ.

## Mô tả
Cây thân thảo có củ. Củ 2-7, ở cuối các rễ chùm to mập, 1,5-4 × 0,5-1,5 cm, thuôn dài-hình elipxoit, ruột trắng. Các bẹ lá sát gốc hình mác hay mác ngược, tù. Lá 2-7 mọc thành búi; phiến lá 5-13 × 2–6 cm, hình trứng-hình elip, lệch tại gốc, nhọn và nhọn đột ngột; cuống lá ngắn hơn phiến lá, 3-9 × 0,2 cm, có bẹ ở gốc. Cụm hoa mọc ra từ búi lá; cuống cụm hoa 2,5–6 cm; cành hoa bông thóc 3-5 × 1-2,5 cm, không có mào khác biệt. Lá bắc hữu sinh (hoặc chỉ 1-2 lá bắc trên đỉnh vô sinh), ~2,7 × 1,5 cm, hình mác, tù, cong tại đỉnh, hợp sinh tại gốc, xanh lục, 10 gân. Lá bắc con tương tự, ~1,1 × 0,6 cm, hình mác. Hoa dài hơn lá bắc, ~4,5 × 1,5–2 cm, màu trắng (vàng ở thứ lurea). Ống đài ~1,5 cm; các thùy gần đều, hình trứng-tam giác, có mấu nhọn, mặt ngoài có lông mịn. Ống tràng dài hơn lá bắc, ~3 cm, hình phễu,  có lông tơ và ánh hồng mặt ngoài; các thùy gần đều, ~1,5 × 0,7 cm; thùy lưng hình tam giác-hình trứng, nhọn, có lông ở đỉnh, màu trắng ánh hồng. Nhị lép ~2,5 × 1,2 cm, thuôn dài-hình nêm dài, cắt cụt lệch ở đỉnh, nhẵn nhụi, màu trắng, điểm các tuyến nhỏ. Môi ~1,2 × 1,2 cm, hình trứng ngược, màu trắng với đốm vàng ở giữa, xẻ 2 thùy sâu ở đỉnh; lõm gian thùy tới trên 50% chiều dài môi; các thùy thuôn dài-hình nêm. Chỉ nhị hình cánh hoa, ~7 × 4 mm, thuôn dài; bao phấn 6 × 3 mm, thuôn dài, có cựa tại gốc. Bầu nhụy thuôn dài-hình trứng ngược, có lông mịn; nhụy lép thẳng; đầu nhụy hình đầu, có lông rung.
Thứ lurea khác với nguyên chủng ở chỗ hoa màu vàng; các thùy tràng hoa rộng hơn (đến 1,5 × 1,3 cm); nhị lép hình mác ngược; môi lớn hơn (~2 × 2 cm) với lõm gian thùy không tới 50% chiều dài môi và các thùy thuôn tròn.
C. cannanorensisr giống với C. albiflora, nhưng khác ở chỗ lá nhỏ hơn với đỉnh nhọn và nhọn đột ngột; cuống lá luôn ngắn hơn phiến lá, cành hoa bông thóc ngắn hơn và hoa to hơn.